# Навесненское сельское поселение
Наве́сненское се́льское поселе́ние — муниципальное образование в Ливенском районе Орловской области России.
Создано в 2004 году в границах одноимённого сельсовета. Административный центр — село Навесное.

## География
Расположено на северо-востоке от города Ливны.
Территория поселения похожа на купол с высотой центра в 180 м над уровне моря и понижением этой высоты к краям (реки Сосна и Олым) до высоты 120 м.
Протяжённость с юга на север составляет 17 км, с востока на запад 15,5 км. 

Общая площадь составляет 15800 га из них 2050 га заняты личными подсобными хозяйствами.
На юге, востоке и северо-востоке Навесненское поселение граничит с Липецкой областью. На западе с Казанским, а на северо-западе с Сергиевским поселениями Ливенского района.
Водные ресурсы состоят из рек Кшень, Олым, ручья Головище и небольших прудов населённых пунктов.

## Население
| 2010 | 2012  | 2013  | 2014  | 2015 | 2016 | 2017 |
| ---- | ----- | ----- | ----- | ---- | ---- | ---- |
| 1194 | ↘1125 | ↘1082 | ↘1023 | ↘986 | ↘972 | ↘946 |
| 2018 | 2019  | 2020  | 2021  | 2023 |      |      |
| ↘912 | ↘897  | ↘892  | ↗939  | ↘908 |      |      |

## Населённые пункты
В состав сельского поселения (сельсовета) входят 7 населённых пунктов:
| № | Населённый пункт | Тип     | Население (чел.) |
| - | ---------------- | ------- | ---------------- |
| 1 | Вязовая Дубрава  | село    | ↘297             |
| 2 | Дмитриевский     | посёлок | 1                |
| 3 | Круглое          | село    | ↘359             |
| 4 | Муравлёвка       | деревня | 1                |
| 5 | Навесное         | село    | ↘515             |
| 6 | Никитинка        | деревня | 11               |
| 7 | Парный Колодезь  | деревня | 8                |

## История, культура и достопримечательности
Первые упоминания населённых пунктов Навесненского сельского поселения относятся к XVIII веку. С 1959 года здесь обособлено урочище Кузилинка. Оно находится по правому берегу реки Олым вблизи села Навесное. Занимает 1,5 га и содержит реликтовые растения ледникового периода:229. Здесь отмечены виды, характерные для Северо-Донского реликтового района: шлемник приземистый, оносма простейшая. Эти склоны являются единственным в области местом, где в большом количестве (более 35 видов) сохранились редкие, а также реликтовые растения разных эпох, в том числе и реликты термической флоры (например, лук неравный, резуха ушастая). Здесь же встречены редкие растения, которые в области имеют крайние северо-западные точки своих ареалов (лук неравный, оносма простейшая, солонечник узколистный). Из других редких растений нужно отметить адонис весенний, житняк гребневидный, лук желтеющий, миндаль низкий, астру ромашковую, астрагал австрийский, астрагал эспарцетный, васильки русский и сумский, кизильник алаунский, мордовник обыкновенный, синяк русский, ястребинку румянковую, гиацинтик беловатый, лен многолетний, заразиху пурпуровую и заразиху синеватую, остролодочник волосистый, черноголовку крупноцветковую, спирею городчатую, ковыль-волосатнк и другие.
На территории сельского поселения имеется ряд братских захоронений Второй мировой войны:216.

## Экономика
Имеется три крупных хозяйствующих субъекта. Это: СПК «Круглое»(с. Круглое), СПК «Навесное» (с. Навесное, д. Никитинка, п. Дмитриевский) и СПК «Вязовая Дубрава» (с. Вязовая Дубрава, д. Парный Колодезь, д Муравлёвка):227.

## Инфраструктура
На территории сельского поселения находится 3 средние школы, 3 сельских Дома Культуры, 3 библиотеки, 5 магазинов, 3 ФАПа, хлебопекарня и молокоприемный пункт.

## Транспорт и связь
Населенные пункты поселения связаны между собой и районным центром шоссейными дорогами. В качестве общественного транспорта действует автобусное сообщение с Ливнами и маршрутное такси.
В Навесненском сельском поселении работают 4 сотовых оператора Орловской области:
- МТС
- Билайн, компания Вымпел-Регион
- Мегафон, компания ЗАО Соник дуо
- TELE2

## Администрация
Администрация сельского поселения находится в селе Навесное, ул. Центральная, 23.

Её главой является — Колосова Лидия Ивановна.